# Claudio Simonetti
Claudio Simonetti, född 19 februari 1952 i São Paulo, Brasilien, är en italiensk kompositör. Han är mest känd för sin filmmusik för italienska och amerikanska skräckfilmer. Medlem av Goblin.
Simonetti har arbetat tillsammans med Dario Argento med filmer som Profondo rosso (1975).